# Gerrit Jan van Bork
Gerrit Jan (Gé) van Bork (Schiedam, 25 augustus 1935 – Hilversum, 11 maart 2025) was een Nederlands docent moderne letterkunde aan de Universiteit van Amsterdam, auteur, en ondervoorzitter van het Louis Paul Boongenootschap.

## Leven en werk
Van Bork studeerde literatuurgeschiedenis, en was als Neerlandicus verbonden aan de Universiteit van Amsterdam.
In 1968 publiceerde Van Bork een eerste artikel over het werk van Louis Paul Boon in het tijdschrift Mep. In 1977 volgde de publicatie van zijn studie over  Boons romantweeluik, de De Kapellekensbaan uit 1953 en Zomer te Ter-Muren uit 1956. In een artikel over Boon van Alfred Kossmann in Het Vrije Volk uit 1980 kreeg dit werk van Van Bork de nodige kritiek.
Met zijn Amsterdamse collega Piet Verkruijsse redigeerde hij het in 1985 gepubliceerde lexicon van de Nederlandse literatuur, getiteld De Nederlandse en Vlaamse auteurs Dit werk was een bewerking van de 10-delige serie Moderne encyclopedie van de wereldliteratuur, die onder eindredactie van Fred Bachrach (1914–2009) was ontstaan.
In 2007 kreeg Van Bork de tweejaarlijkse Isengrimusprijs van het Louis Paul Boon Genootschap, voor zijn jarenlange inzet om de kennis over het werk van Louis Paul Boon te vergroten.
Op 11 maart 2025 is Van Bork, op 89-jarige leeftijd overleden.

### Eigen werk
- Gerrit Jan van Bork, Over "De Kapellekensbaan" en "Zomer te Ter-Muren" van Louis Paul Boon. Amsterdam : Wetenschappelijke Uitgeverij, 1977.
- Gerrit Jan van Bork en Gonny ten Houten-Biezeveld, Over Boon, Amsterdam, 1977.

### Redactie en co-redactie
- Ton Cram-nummer : aangeboden aan Mevrouw Dr. A.M. Cram-Magré ter gelegenheid van haar 65e verjaardag. Redactie met Garmt Stuiveling, Stichting Heliogabalos, 1972.
- De Nederlandse en Vlaamse auteurs : van middeleeuwen tot heden met inbegrip van de Friese auteurs. redactie met P.J. Verkruijsse, Weesp : De Haan, 1985.
- Twee eeuwen literatuurgeschiedenis : poëticale opvattingen in de Nederlandse literatuur, Groningen : Wolters-Noordhoff, 1986.
- Letterkundig lexicon voor de neerlandistiek, redactie met H. Struik, P.J. Verkruijsse & G.J. Vis, 2002.
- Schrijvers en dichters. dbnl biografieënproject. 2002
- Van romantiek tot postmodernisme: opvattingen over Nederlandse literatuur, redactie met N.T.J. Laan. Bussum: Coutinho, 2010.
- Algemeen letterkundig lexicon. Redactie met D. Delabastita, H. van Gorp, P.J. Verkruijsse, & G.J. Vis, 2012.